# Callopistria elegantulus
Callopistria elegantulus là một loài bướm đêm trong họ Noctuidae.